# South Bend (Indiana)
South Bend – miasto w Stanach Zjednoczonych, w stanie Indiana, port nad rzeką St. Joseph (uchodzącą do jeziora Michigan). Około 107,8 tys. mieszkańców.
Mieszkańcy według pochodzenia: Niemcy (17,4% ogółu), Polacy (10,6%), Irlandczycy (10,5%), Anglicy (5,8%), Amerykanie (3,9%), Węgrzy (3,3%) (na podstawie spisu powszechnego z 2000 roku).
18 marca 2013 roku na jeden z domów spadł prywatny samolot zabijając dwie osoby i raniąc kilka innych.
Urodził się tutaj Tom Emmer, amerykański polityk, kongresman ze stanu Minnesota.
W mieście znajduje się Uniwersytet Notre Dame, jedna z najbardziej prestiżowych szkół wyższych w Stanach Zjednoczonych. 
W mieście rozwinął się przemysł maszynowy, chemiczny, środków transportu oraz elektrotechniczny.

## Miasta partnerskie
- Częstochowa, Polska